# سیارک ۱۱۱۹۷
سیارک ۱۱۱۹۷ (به انگلیسی: 11197 Beranek، نامگذاری:1999CY25) یازده هزار و صد و نود و هفتمین سیارک کشف شده‌است که در ۱۰ فوریه ۱۹۹۹ کشف شد.
قدر مطلق سیارک برابر ۱۸.۶ است.